# Giacomo Filippo de Meester Hüyoel
Giacomo Filippo de Meester Hüyoel (Milano, 14 luglio 1765 – Lugano, 14 dicembre 1852) è stato un generale e patriota italiano.

## Biografia
Di origini olandesi (il padre Daniele era nato a Middelburg, nei Paesi Bassi; la madre Elena Mattei, era figlia di un giureconsulto milanese), si laureò a Pavia in utroque iure nel giugno 1787. Di sentimenti repubblicani, comandò una legione della "Guardia nazionale" della Repubblica Cisalpina. Nel 1799 si rifugiò in Francia, dopo che le truppe austro-russe di Suvorov ebbero avuto la meglio a Cassano d'Adda, nella battaglia della Trebbia e a Novi Ligure. Passò poi a Genova, al seguito dell'armata di Massena, e fu uno degli ostaggi consegnati agli Austriaci il 4 giugno 1800 in seguito alla capitolazione della città ligure; poté tuttavia rientrare a Milano poco dopo, grazie alla vittoria di Napoleone nella battaglia di Marengo (14 giugno 1800). Meester accettò il regime napoleonico dopo il 18 brumaio; venne incaricato da Pino di organizzare nuovamente la guardia nazionale. Nel 1806 fu decorato dell'Ordine della Corona Ferrea e nominato barone dell'impero; nel 1811 fu nominato governatore del Collegio degli orfani dei militari milanesi, incarico che mantenne inizialmente con la Restaurazione.
Meester è noto per aver aderito a società segrete. Iscritto alla massoneria, fu legato alla loggia "Reale Giuseppina" di Milano, della quale era venerabile Francesco Saverio Salfi, e in seguito Gian Domenico Romagnosi, e contava fra gli aderenti Teodoro Lechi. Durante la cosiddetta «congiura militare del 1814», il generale Bartolomeo Cavedoni dichiarò che era stato iniziato alla «Società dei carbonari beneficenti», vicina all'«Adelfia» di Filippo Buonarroti, ad opera di Meester. Al termine dell'inchiesta sulla congiura militare del 1814 Meester fu condannato al carcere a vita; fu poi liberato dopo quattro anni di carcere, alcuni scontati nella fortezza di Terezín.
Fu costretto all'esilio nel 1821 per il fallimento dei moti carbonari. Condannato a morte, peregrinò in vari paesi (Svizzera, Francia, Inghilterra). Privo di mezzi di sussistenza, nell'aprile 1833 si trasferì a Parigi, dove ottenne una pensione come ex generale di brigata dell'esercito francese. Si recò nel 1836 in Svizzera, dove morì nel 1852.